# Nikolas Sparks
Nikolas Čarls Sparks je američki književnik i scenarista, čija su specijalnost ljubavni romani. Tokom svog života, objavio je devetnaest romana. Mnoge od njih su postale jedne od najprodavanijih knjiga, a jedanaest je adaptirano u holivudske filmove, uključujući: Message in the Bottle, A Walk to Remember, The Notebook, Nights in Rodanthe, Dear John, The Last Song.
Sparks je rođen u Omahi, Nebraska. Svoj prvi roman napisao je 1985. godine, The Passing, dok je studirao na Notr Dam Univerzitetu. Njegovo prvo objavljeno delo je knjiga koju je napisao sa Bili Milsom, Wokini: A Lakota Journey to Happiness and Self-understanding, knjiga koja je za godinu dana rasprodala 50,000 kopija. 1993. godine, Nikolas je napisao roman The Notebook, koji ga je pošto je objavljen mnogo proslavio. Agent Tereza Park je saznavši za ovo delo, ponudila da ga zastupa. Ovaj roman je objavljen u oktobru 1996. godine i ubrzo je dospeo na listu najprodavanijih knjiga po časopisu Nju Jork Tajms.

## Detinjstvo i mladost
Nikolas Sparks je rođen 31. decembra 1965. godine u Omahi, Nebraska. On je drugo od troje dece u porodici. Sparks ima starijeg brata, a bez sestre je ostao 2000. godine, pošto je umrla zbog tumora na mozgu. Sparks kaže da mu je ona bila inspiracija za glavnog lika romana A Walk to Remember. Nikolas Sparks je katolik, i njegova žena i on su svoju decu podigli u katoličkoj veri. Njegov otac je završio dva fakulteta, Minesota Univerzitet i Univerzitet Južne Kalifornije, što je jedan od razloga njihove česte selidbe. Do osme godine već je promenio četiri mesta stanovanja. Nakon što je njegov otac dobio posao profesora na Kalifornija Stejt Univerzitetu, cela porodica se preselila u Fer Ouks, gde je ostala tokom cele Nikolasove srednje škole. 1984. godine, upisao je Notr Dam Univerzitet. 1988, na prolećnom raspustu je upoznao svoju buduću ženu, Keti Kout, a onda je diplomirao na fakultetu. Sparks je poćeo pisati tokom studiranja.

## Karijera
1985. godine, izmedju prve i druge godine studiranja, Nikolas Sparks je napisao svoj prvi, nikad objavljeni roman, The Passing. Četiri godine kasnije, napisao je drugi roman, The Royal Murders, koji takođe nikad nije objavljen. Nakon fakulteta, pokušao je da objavi ova dva romana i da se upiše u pravnu školu, ali nije uspeo ni jedno ni drugo.Naredne tri godine, probao je i druge karijere kao što su agent za nekretnine, konobar i mnoge druge. Prvi objavljeni roman napisao je zajedno sa Bili MIlsom 1990. godine, Wokini: A Lakota Journey to Happiness and Self-understanding, knjiga u kojoj je opisan njegov put oko sveta sa bratom i njihova iskustva u odrastanju u tom dobu. Ova knjiga je za godinu dana raspradala 50,000 kopija. Nikolas Sparks je počeo da prodaje farmaceutke proizvode 1992. godine, a godinu dana kasnije se preselio u Vašington. Tamo je napisao roman The Notebook koji ga je proslavio. Dve godine kasnije, agent Tereza Park je saznala za ovaj roman i ponudila da ga zastupa. The Notebook je objavljen u oktobru 1996. godine i samo nedelju dana kasnije dospeo je na listu najprodavanijih knjiga Nju Jork Tajmsa. Nakon što se proslavio svojim prvim romanom, preselio se u Nju Bern, Sakremento. U narednom periodu, napisao je mnogo romana od kojih je većina adaptirana u film: Message in the Bottle (1999), A Walk to Remember (2002), The Notebook (2004), Nights in Rodanthe (2008), Dear John (2010), The Last Song (2010), The Lucky One (2012), Safe Heaven (2013), The Best of Me (2014), The Longest Ride (2015), The Choice (2016). Njegov roman iz 2016, Two by Two, rasprodao je 98,000 kopija u prvoj nedelji nakon što je objavljen. 

## Lični život
Sparks i njegova tadašnja žena su živeli u Nju Bernu, u Severnoj Karolini sa njihova tri sina i dve ćerke bliznakinje, do 2014. godine. 6. januara 2015. Sparks je objavio da se Keti i on rastaju, nakon čega su se i razveli. Nikolas Sparks često učestvuje u dobrotvornim organizacijama i donira novac u dobrotvorne svrhe. U slobodno vreme, volontira u lokalnom staračkom domu.

## Objavljena dela
- Wokini: A Lakota Journey to Happiness and Self-understanding (1990) Nikolas Sparks i Bili Mils
- The Notebook (oktobar 1996)
- Message in the Bottle (april 1998)
- A Walk to Remember (oktobar 1999)
- The Rescue (septembar 2000)
- A Bend in the Road (septembar 2001)
- Nights in Rodanthe (septembar 2002)
- The Guardian (april 2003)
- The Wedding (septembar 2003)
- Three weeks with My Brother (april 2004) Niolas i Micah Sparks
- True Believer (april 2005)
- At First Sight (oktobar 2005)
- Dear John (oktobar 2006)
- The Choice (septembar 2007)
- The Lucky One (septembar 2008)
- The Last Song (septembar 2009)
- Safe Heaven (septembar 2010)
- The Best of Me (oktobar 2011)
- The Longest Ride (septembar 2013)
- See Me (oktobar 2015)
- Two by Two (oktobar 2016)
- Every Breath (oktobar 2018)